# Pałac w Gulczewie
Pałac w Gulczewie – zabytkowy pałac w Gulczewie, w powiecie wrzesińskim, w województwie wielkopolskim. 
Dwór o elementach neoklasycystycznych zbudowany w końcu XIX wieku. Parterowy z szerokim piętrowym ryzalitem, zawierającym wejście na osi. Ryzalit zwieńczony trójkątnie. Nakryty dachem dwuspadowym. Przy dworze jest park o pow. 2,9 ha. Wieś należała w XIX wieku do rodziny Kamińskich, później przeszła w ręce niemieckie. W 1939 własność Niemca Feilxa Leischera.